# Jinghong
Jinghong (chiń. upr. 景洪; pinyin Jǐnghóng) – miasto na prawach powiatu w Chinach, w prowincji Junnan, położone nad rzeką Mekong, przy granicy z Birmą. Miasto jest stolicą prefektury autonomicznej Xishuangbanna. W 2010 roku liczba mieszkańców miasta wynosiła 519 935.